# ماكس بلوم
ماكس بلوم (بالألمانية: Max Blum) (و. 1864 – 1902 م) هو كاتب، من الإمبراطورية الألمانية، توفي في برلين، عن عمر يناهز 38 عاماً.